# Нармер
Нармер је био египатски фараон који је владао у 32. веку п. н. е. Сматра да је Нармер наследио краља Шкорпиона и постао оснивач прве династије. Многи археолози сматрају да је краљ Шкорпион иста особа као и Нармер.
Неки египтолози тврде да су Менес и Нармер иста особа, док неки тврде да је Менес иста особа као и Хор-Аха, и да је он наследио већ уједињен Египат од Нармера. Други тврде да је Нармер започео уједињење, а да га је Менес завршио.
Друга теорија тврди да је Нармер био наследник краља који је успео да уједини Египат (вероватно је то био краљ Шкорпион). Треба нагласити да постоје докази да је постојао краљ Нармер, док се Менес помиње само у Манетоновом списку фараона и у легенди о фараону званом Менес. Листе краљева пронађене у гробницама Дена и Каа обе наводе Нармера као оснивача њихове династије.
Нармерова жена је највероватније била Неитхотеп, принцеза северног Египта.
Позната Нармерова палета, откривена је 1898. године у Хијераконполису. Са једне стране, она приказује Нармера с белом круном како замахује да удари заробљеника, кога држи бог-соко Хорус. Са друге стране, краљ и званичници највероватније разгледају тела мртвих непријатеља.